# Переделы
Переделы (укр. Переділи) — село в Дядьковичской сельской общине Ровненского района Ровненской области Украины.
Население по переписи 2001 года составляло 171 человек. Почтовый индекс — 35363. Телефонный код — 362. Код КОАТУУ — 5624686707.